# Sergio Valdés
Sergio Valdés Silva (Santiago del Cile, 22 giugno 1935 – Algarrobo, 2 aprile 2019) è stato un calciatore cileno, di ruolo difensore.

## Carriera
Con la Nazionale cilena  prese parte ai Mondiali 1962.